# Nomada vicinalis
Nomada vicinalis är en biart som beskrevs av Cresson 1878. Nomada vicinalis ingår i släktet gökbin, och familjen långtungebin.

## Underarter
Arten delas in i följande underarter:
- N. v. vicinalis
- N. v. infrarubens